# Lijst van fantasierassen
Fantasierassen zijn verzonnen volkeren. Veel namen komen uit het Engels, Latijn, Oudgrieks en Japans. Ze komen veel voor in fantasyliteratuur. Ook buitenaardse wezens vallen hieronder.

## Fantasyrassen (algemeen)
- Centauren
- Demonen
- Draken
- Dwergen
- Elfen: Elf (mythisch wezen), een mythologisch wezen; Elf (Tolkien), op mensen lijkende wezens uit de boeken van J.R.R. Tolkien; Elfen (Warhammer), een van de basisrassen van Warhammer
  - Lichtelfen
  - Zwarte elfen (Drow)
- Engelen
- Feeën (Engels: Fairies)
- Aardmannen (Engels: Goblins)
- Hagedismannen
- Halfelfen
- Kabouters (ook: Gnomen)
- Katvolk
- Meervolk (Meerminnen of Zeemeerminnen)
- Minotauren
- Orks
- Reuzen (ogres)
- Trollen
- Vampiers
- Weerwolven

## Midden-aarde
Enkele rassen uit Tolkiens Midden-aarde
- Adelaars
- Ainur (Waaronder de Valar)
- Maiar, een lagere vorm van de Valar (Waaronder de Istari en Sauron)
- Draken
- Dwergen
- Elfen
- Mensen
- Enten
- Hobbits (ook: Halflingen)
- Orks
- Spinnen
- Trollen
- Mûmakil
- Uruk-hai
- Vreselijk beest
- Wargs
- Weerwolven

## Final Fantasy
Rassen en monsters uit de Final Fantasy game serie
- Adamant  (Adamant turtle)
- Ahriman (Allemagne)
- Al Bhed
- Antlion (Antlyon)
- Bangaa
- Behemoth (King Behemoth)
- Bomb (Grenade)*Burmecians
- Byblos (Biblos)
- Cactuar (Cactrot)
- Cetra 7
- Chimera
- Chocobo
- Cockatrice (Cockatuar)
- Coeurl (Cuar)
- Demon Wall (EvilWall)
- Dragon (Draken)
- Dullahan (Thanatos)
- Dwarves (Dwergen)
- Elven (Elfen)
- Espers
- Gargant
- Genome
- Goblin (Aardmannen)
- Guado
- Gurgan
- Hiryuu (Wind Drake)
- Hypello
- Imp
- Iron Giant (Iron Man)
- Lamia (Lilith)
- Lufenish
- Lunarians
- Magic Pot (Magic urn)
- Mermaids (Zeemeermin)
- Mindflayer (Mind flare)
- Minotaur (Sacred)
- Moogle (Mogli)
- Moomba
- Molbol (Malboro)
- Mover
- Nu Mou
- Ochu (Ho-Chu
- Oglop
- Pudding (Flan)
- Ronso
- Sahagin (Sahuagin)
- Sand Worm (Land Worm)
- Shoopuf
- Shumi
- Viera
- Qu
- Tiamat
- Tonberry (Dingleberry)
- Zuu (Zuh)

## Het Rad des Tijds
- Halfmannen, Myrddraals
- Ogiers
- Trolloks
- Draghkar